# Eve Miller
Pour les articles homonymes, voir Miller.
Eve Miller est une actrice américaine née le 8 août 1923 à Los Angeles (Californie); et morte à Van Nuys le 17 août 1973.

## Biographie
L'actrice fut surtout employée dans des rôles secondaires de séries télévisées. Elle avait pourtant tourné dans quelques films importants jusqu'en 1955, année de sa première tentative de suicide. De caractère instable, elle se donna finalement la mort, quelques jours après son cinquantième anniversaire. 

## Filmographie partielle
- 1945 : Broadway en folie (Diamond Horseshoe) de George Seaton  : Chorine
- 1947 : Embrassons-nous (I Wonder Who's Kissing Her Now) de Lloyd Bacon : Anita
- 1948 : Inner Sanctum de Lew Landers  : Marie Kembar, la fiancée de Dunlap
- 1949 : La Garce (Beyond the Forest) de King Vidor : La standardiste
- 1949 : Faire face d'Ida Lupino : Phyllis Towwnsend
- 1952 : La Vallée des géants (The Big Trees) de Felix Feist : Alicia Chadwick
- 1952 : The Story of Will Rogers de Michael Curtiz : Cora Marshall
- 1952 : The Winning Team de Lewis Seiler  : Margaret Killefer
- 1952 : Avril à Paris (April in Paris) de David Butler : Marcia Sherman
- 1953 : Kansas Pacific  de Ray Nazarro  : Barbara Bruce
- 1954 : La Joyeuse Parade (There's No Business Like Show Business) de Walter Lang : fille du vestiaire
- 1955 : Artistes et Modèles (Artists and Models) de Frank Tashlin : modèle
- 1955 : The Big Bluff de W. Lee Wilder